# خلنجاوات
الخلنجاوات (الاسم العلمي: Ericoideae) هي أسرة من النباتات تتبع فصيلة الخلنجية من الرتبة الخلنجيات.

## قبائل
- الخلنجاوية
- خلنجاوية الجبل
- البيجاراوية
- الردندراوية
- الأنبطروناوية (الأسم العلمي:Empetreae)